# Kleine Schwestern von der Heiligen Familie von Sherbrooke
Die Kleinen Schwestern von der Heiligen Familie von Sherbrooke (frz. Petites Sœurs de la Sainte-Famille de Sherbrooke; Ordenskürzel PSSF) sind eine Ordensgemeinschaft in der römisch-katholischen Kirche, die dem Dritten Orden des Franz von Assisi angehört. Die Kongregation wurde 1874 von der seligen Marie-Léonie Paradis (1840–1912) gegründet.

## Geschichte
Pater Camille Lefebvre (1831–1895) leitete 1864 in Memramcook in Kanada eine Schule und ein Kolleg. Zur Unterstützung bat er die Ordensfrauen der Marianischen Kreuzschwestern, die Betreuung der Einrichtungen zu übernehmen. Die Kanadierin Marie-Léonie Paradis leitete seit 1874 die Gemeinschaft, die den Namen Kleine Schwestern annahm und sich unter den Schutz der Heiligen Familie stellte. 1877 legten vierzehn weitere Schwestern die Profess ab. Die Kongregation wurde am 31. Mai 1880 anerkannt, am 26. Januar 1896 erhielten die Schwestern von Bischof Paul-Stanislas La Roque im Erzbistum Sherbrooke die Anerkennung als Kongregation bischöflichen Rechts. Hiernach errichteten die Schwestern ein neues Mutterhaus in Sherbrooke in der Provinz Québec. Der vollständige Name der Gemeinschaft lautete nun Kleine Schwestern von der Heiligen Familie von Sherbrooke.

## Organisation
Der Aufgabenschwerpunkt der Schwestern liegt in der wirtschaftlichen Verwaltung von Seminaren und Pfarrgemeinden. Sie übernehmen die Führung der Hauswirtschaft von Priesterseminaren und Klöstern. In den Pfarreien widmen sie sich der Katechese und der Evangelisierung. Sie haben Niederlassungen in Kanada, Honduras, Italien und den Vereinigten Staaten. Ihr Mutterhaus ist in Sherbrooke, von dort betreut die Generalsuperiorin etwa 412 Schwestern, die in 25 Einrichtungen tätig sind.